# Hupumorpo

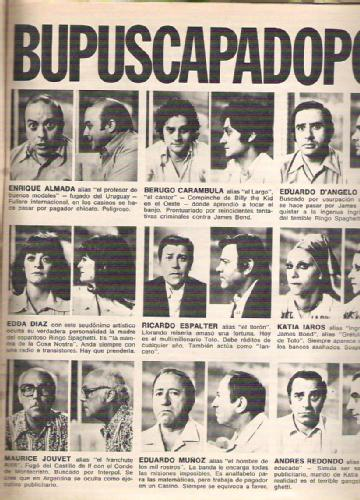
Foto promocional de Hupumorpo (1974). Muestra fotografías de
Almada,
Carámbula,
D'Ángelo,
Díaz (fragmento),
Espálter,
Iaros,
Jouvet,
Muñoz y
Redondo.

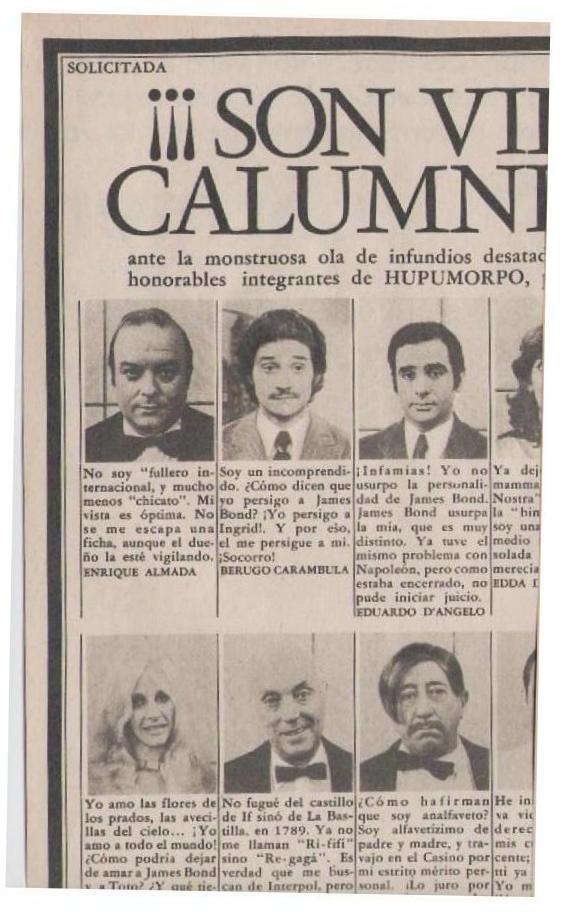
Foto promocional de Hupumorpo (1974). Muestra fotografías de
Almada,
Carámbula,
D'Ángelo,
Acher (fragmento),
Iaros,
Jouvet y
Muñoz.

Hupumorpo fue un programa de televisión humorístico de Argentina, emitido desde 1974 hasta fines de 1977 por Canal 13.

## Historia
El programa estaba protagonizado por el elenco conocido como Los Uruguayos:
Gabriela Acher,
Enrique Almada,
Berugo Carámbula,
Eduardo D'Angelo,
Ricardo Espalter,
Andrés Redondo

quienes ya habían realizado programas en la televisión de Argentina desde los años 1960, entre ellos Telecómicos, Telecataplum y Jaujarana, y más adelante harían Comicolor, en el flamante canal ATC, Los rapicómicos también por ATC e Hiperhumor, por Canal 9 Libertad en la renaciente democracia argentina, más Shopping Center(por una breve temporada), Zapping  y una segunda vuelta de Hiperhumor desde 1989, todos estos con la fusión del elenco de No toca botón luego de la trágica muerte de Alberto Olmedo, a excepción de Javier Portales que solo participó en Shopping Center, además de Decalegrón en la televisión de Uruguay.
El elenco se completaba con los argentinos
Edda Díaz,
Katia Iaros,
Maurice Jouvet,
Eduardo Muñoz y
otros humoristas.
Hupumorpo se desarrollaba en varios sketches. Tal vez el más célebre fue "Toto Paniagua"; Toto, un chatarrero de traje a rayas (Ricardo Espalter) que se había hecho rico y necesitaba aprender buenos modales de apuro; Claudio, el profesor (Enrique Almada), muy pretencioso, luchaba por enseñarle.
- FICHA TÉCNICA:
- Libreto: Juan Carlos Mesa y Jorge Basurto.[7]
- Vestuario: Guillermo Blanco
- Escenografía: Seijas
- Iluminación: Alfredo Sanjuan
- Dirección: Edgardo Borda - Jorge Palaz - Roberto Gana

Los Rapicómicos